# 가임력
가임력(可姙力, fecundity) 임신 가능한 여성이 피임, 유산, 금욕을 하지 않았을 때 가임기간 동안(초경에서 폐경까지) 임신할 수 있는 생물학적 능력이다.

## 같이 보기
- 생활환
- 출생률
- 출생주의
- 개체군생태학